# A Holland Antillák az 1968. évi nyári olimpiai játékokon
A Holland Antillák a mexikói Mexikóvárosban megrendezett 1968. évi nyári olimpiai játékok egyik részt vevő nemzete volt. Az országot az olimpián 2 sportágban 5 sportoló képviselte, akik érmet nem szereztek.

## Súlyemelés
| Versenyző       | Versenyszám | Nyomás   | Nyomás   | Szakítás | Szakítás | Lökés    | Lökés    | Összesen | Helyezés |
| Versenyző       | Versenyszám | Eredmény | Helyezés | Eredmény | Helyezés | Eredmény | Helyezés | Összesen | Helyezés |
| --------------- | ----------- | -------- | -------- | -------- | -------- | -------- | -------- | -------- | -------- |
| Rudy Monk       | 75 kg       | 132,5    | 11.      | 117,5    | 13.      | 150,0    | 16.      | 400,0    | 16.      |
| Fortunato Rijna | 82,5 kg     | 142,5    | 8.       | 115,0    | 20.      | 162,5    | 13.      | 420,0    | 17.      |

## Vívás
Férfi
| Versenyző  | Versenyszám  | Csoportkör | Csoportkör | Csoportkör        | Csoportkör | Negyeddöntő       | Elődöntő          | Vigaszág a döntőért | Vigaszág a döntőért | Vigaszág a döntőért | Döntő             | Helyezés    |
| Versenyző  | Versenyszám  | 1. kör | 1. kör     | 2. kör            | 2. kör     | Negyeddöntő       | Elődöntő          | 1. kör              | 2. kör              | 3. kör              | Döntő             | Helyezés    |
| Versenyző  | Versenyszám  | Ellenfél Eredmény | Hely.      | Ellenfél Eredmény | Hely.      | Ellenfél Eredmény | Ellenfél Eredmény | Ellenfél Eredmény   | Ellenfél Eredmény   | Ellenfél Eredmény   | Ellenfél Eredmény | Helyezés    |
| ---------- | ------------ | --- | ---------- | ----------------- | ---------- | ----------------- | ----------------- | ------------------- | ------------------- | ------------------- | ----------------- | ----------- |
| Jan Boutmy | Kard, egyéni | C. csoport · Claude Arabo (FRA) · V · Pézsa Tibor (HUN) · V · Paul Wischeidt (FRG) · V · Józef Nowara (POL) · V · John Andru (CAN) · V · Juan Carlos Frecia (ARG) · GY | 6.         | kiesett           | kiesett    | kiesett           | kiesett           | kiesett             | kiesett             | kiesett             | kiesett           | helyezetlen |

Női
| Versenyző        | Versenyszám | Csoportkör | Csoportkör | Csoportkör        | Csoportkör | Negyeddöntő       | Elődöntő          | Vigaszág a döntőért | Vigaszág a döntőért | Vigaszág a döntőért | Döntő             | Helyezés    |
| Versenyző        | Versenyszám | 1. kör | 1. kör     | 2. kör            | 2. kör     | Negyeddöntő       | Elődöntő          | 1. kör              | 2. kör              | 3. kör              | Döntő             | Helyezés    |
| Versenyző        | Versenyszám | Ellenfél Eredmény | Hely.      | Ellenfél Eredmény | Hely.      | Ellenfél Eredmény | Ellenfél Eredmény | Ellenfél Eredmény   | Ellenfél Eredmény   | Ellenfél Eredmény   | Ellenfél Eredmény | Helyezés    |
| ---------------- | ----------- | --- | ---------- | ----------------- | ---------- | ----------------- | ----------------- | ------------------- | ------------------- | ------------------- | ----------------- | ----------- |
| Myrna Anselma    | Tőr, egyéni | E. csoport · Stahl Jencsik Katalin (ROU) · V · Pilar Roldán (MEX) · V · Galina Gorohova (URS) · V · Heidi Schmid (FRG) · V · Colette Flesch (LUX) · GY · Sylvia Iannuzzi-San Martín (ARG) · V | 6.         | kiesett           | kiesett    | kiesett           | kiesett           | kiesett             | kiesett             | kiesett             | kiesett           | helyezetlen |
| Ivonne Witteveen | Tőr, egyéni | B. csoport · Antonella Ragno-Lonzi (ITA) · V · Dömölky Lídia (HUN) · GY · Marie-Chantal Demaille (FRA) · V · Janet Wardell-Yerburgh (GBR) · V · Kamilla Składanowska (POL) · V                | 6.         | kiesett           | kiesett    | kiesett           | kiesett           | kiesett             | kiesett             | kiesett             | kiesett           | helyezetlen |